# Estação Jolicoeur
A Estação Jolicoeur é uma das estações do Metrô de Montreal, situada em Montreal, entre a Estação Monk e a Estação Verdun. Faz parte da Linha Verde.
Foi inaugurada em 03 de setembro de 1978. Localiza-se na Rua Drake. Atende o distrito de Le Sud-Ouest.

## Origem do nome
O nome desta estação acompanha o nome da rua com o mesmo rue Jolicoeur. O padre Jean-Moïse Jolicoeur fundou a paróquia de Notre-Dame-du-Perpétuel-Secours em 1906. A rua aonde esta localizada a igreja foi nomeada em sua honra em 1914.

## Ruas próximas
- boulevard de La Vérendrye
- rue Jolicoeur

## Pontos de interesse
- Parc de La Vérendrye
- Canal de l'Aqueduc
- Académie Argyle
- École Cœur-Immaculé-de-Marie
- Centre St-Raphaël